# Sibetan
Sibetan is een bestuurslaag in het regentschap Karangasem van de provincie Bali, Indonesië. Sibetan telt 7450 inwoners (volkstelling 2010).